# Eric Adams (político)
Eric Leroy Adams (Nueva York, 1 de septiembre de 1960) es un agente de policía retirado, político y autor estadounidense. Desde el 1 de enero de 2022 es el alcalde de la ciudad de Nueva York.

## Biografía
Adams se desempeñó como oficial en la Policía de Tránsito de Nueva York y luego en el Departamento de Policía de Nueva York durante más de dos décadas, y se retiró con el rango de capitán.
Eric Adams fue miembro del Partido Republicano desde 1997 hasta 2001 .
Se desempeñó como miembro del Senado del Estado de Nueva York de 2007 a 2013, en representación del distrito 20 del Senado en Brooklyn. En noviembre de 2013, Adams fue elegido presidente del condado de Brooklyn, reelegido en noviembre de 2017.
Es miembro del ala derecha del Partido Demócrata. Se definió como "proempresarial" y prometió hacer de Nueva York "el centro de las criptodivisas pagando los primeros sueldos en bitcoins.
El 26 de septiembre de 2024 fue acusado por el gobierno federal. Adams había sido investigado desde un año antes por actos de corrupción siendo el primer alcalde acusado formalmente en funciones de su cargo  como comisionado interino del Departamento de Policía de Nueva York (NYPD) , presentó una demanda contra Adams y otros funcionarios de alto rango del NYPD, alegando que habían participado en una "conspiración criminal coordinada" para enriquecerse, evitar investigaciones de mala conducta ejecutiva, falsificar documentos y participar en represalias contra testigos.